# Naela Chohan
Naela Chohan (urdu: نائلہ چوہان) es una artista feminista y la embajadora de Pakistán a Argentina, Uruguay, Perú y Ecuador. Ha sido miembro de la junta directiva del Pakistán Film Censor Board, y de la junta directiva de la Corporación de Empleo en el Extranjero del Pakistán, y de la junta directva de la corporación Inter State Gas System (Pvt). Naela Chohan también tiene experiencia en el desarme de armas químicas, al ser la primera jefe civil y mujer de la Autoridad Nacional sobre la Implementación de la Convención sobre Armas Químicas en Pakistán. Se graduó en la Universidad Quaid-e-Azam, el Centro de Estudios Diplomáticos y Estratégicos de París, la École Nationale Supérieure des Beaux-Arts, la Escuela del Louvre y la Escuela Kennedy de Gobierno en la Universidad de Harvard.
Ha sido una defensora del fortalecimiento de lazos entre Pakistán y América Latina.

## Educación
Naela Chohan tiene una Maestría en Relaciones Internacionales de la Universidad Quaid-e-Azam, y un certificado período de sesiones de doctorado en Relaciones Internacionales en el Centro de Estudios Diplomatiques y Estratégicas en París. Ella también recibió entrenamiento en École Nationale Supérieure des Beaux-Arts y la École du Louvre en París. Naela Chohan también llevó a cabo el Programa de Desarrollo Ejecutivo (PDE) de la Kennedy School of Government en la Universidad de Harvard. Una políglota, tiene fluidez en inglés, francés, persa, punjabi, urdu, bengalí y español.

## Carrera
Naela Chohan está sirviendo actualmente como la embajadora de Pakistán a Argentina, Uruguay, Perú y Ecuador. Misiones diplomáticas Naela Chohan han incluido el Alto Comisionado de Pakistán en Ottawa, la delegación del Pakistán en la Asamblea General de las Naciones Unidas 41a (1987) y la 42a reunión (1988) período de sesiones, y la Embajada de Pakistán en Teherán (1989-1993) y Kuala Lumpur (1997-2001). 
Naela Chohan también tiene experiencia en el desarmamiento de armas químicas, y ella es la primera jefe civil y mujer de la Autoridad Nacional sobre la Implementación de la Convención sobre Armas Químicas en Pakistán.
Ha sido miembro de la junta directiva del Pakistán Film Censor Board, y de la junta directiva de la Corporación de Empleo en el Extranjero del Pakistán, y de la junta directiva de la corporación Inter State Gas System (Pvt). También fue elegida por unanimidad Presidente del Centro de Desarrollo de Asia Pacífico (APDC), Kuala Lumpur (1998-2000).
Embajadora Chohan ha sido designado Profesora Visitante en La Escuela de los Estudios Orientales en la Universidad del Salvador, Argentina.

## Investigación en Ecuador
En abril de 2011, la embajada de Pakistán en la Argentina descubrió un plan supuestamente elaborado por los Estados Unidos y otros países para arrestar a inmigrantes pakistaníes y transferirlos a los EE. UU.
En un informe presentado al gobierno, el embajador de Pakistán a la Argentina Naela Chohan, dijo que parecía ser un intento de difamar pakistaníes. Según la investigación hecho por la Embajada, los pakistaníes detenidos fueron colonos legales que vivían en el Ecuador durante décadas. La investigación encontró que los pakistaníes detenidos fueron maltratados, golpeados y obligados a firmar algunos documentos, comprometiéndose a "retorno voluntario" a su país. En su informe, la embajadora de Pakistán se refirió a una reunión con el embajador de EE. UU. en la Argentina y el agente especial de Homeland Security en la que se planteó la cuestión de los 32 pakistaníes detenidos durante una operación conjunta del gobierno de EE. UU. y Ecuador.

## Integración como observador en ALADI
La embajadora de la República Islámica de Pakistán, Naela Chohan, se incorporó hoy, en carácter de Observador, al Comité de Representantes de la Asociación Latinoamericana de Integración. Pakistán se convierte después de China (1994), Corea (2004) y Japón (2004) en el cuarto país asiático que se incorpora como país Observador ante la ALADI, conforme al Acuerdo 325 adoptado por dicho Comité en el mes de marzo. Pakistán integrará el grupo de naciones de Europa, América Central y el Caribe que gozan de similar estatus. La Embajadora Carmen Zilia Pérez Mason, en su carácter de Presidenta del Comité de Representantes, recibió con beneplácito la llegada de Chohan, al tiempo que resaltó “su marcado interés por los temas de la integración y la importante labor que usted desempeña en estas tierras latinoamericanas.” En otro pasaje de su alocución, la embajadora Pérez Mason expresó su confianza en que “a través de su presencia en nuestra Asociación como Representante Observador de la República Islámica de Pakistán la ALADI estrechará las relaciones con su país y con el resto del continente asiático.”

## Familia
Está casada con Musa Javed Chohan, y tiene dos hijos, Usman Waqqas Chohan e Ibrahim Abu Bakr Chohan.

## Publicaciones
Chohan, Naela. Aplicación: Asia - La Autoridad Nacional de Pakistán. Química Desarme Quarterly, Vol. 5, No. 3, septiembre de 2007.  (enlace roto disponible en Internet Archive; véase el historial, la primera versión y la última).